# 白旗镇 (舒兰市)
白旗镇，是中华人民共和国吉林省吉林市舒兰市下辖的一个乡镇级行政单位。

## 行政区划
白旗镇下辖以下地区：
白旗社区、白旗村、沟北村、三家村、申屯村、松江村、嘎河村、乌金村、东联村、岗子村、崴子村、保安村、新丰村、双树村、八棵树村和前江村。